# Christoph Gloor

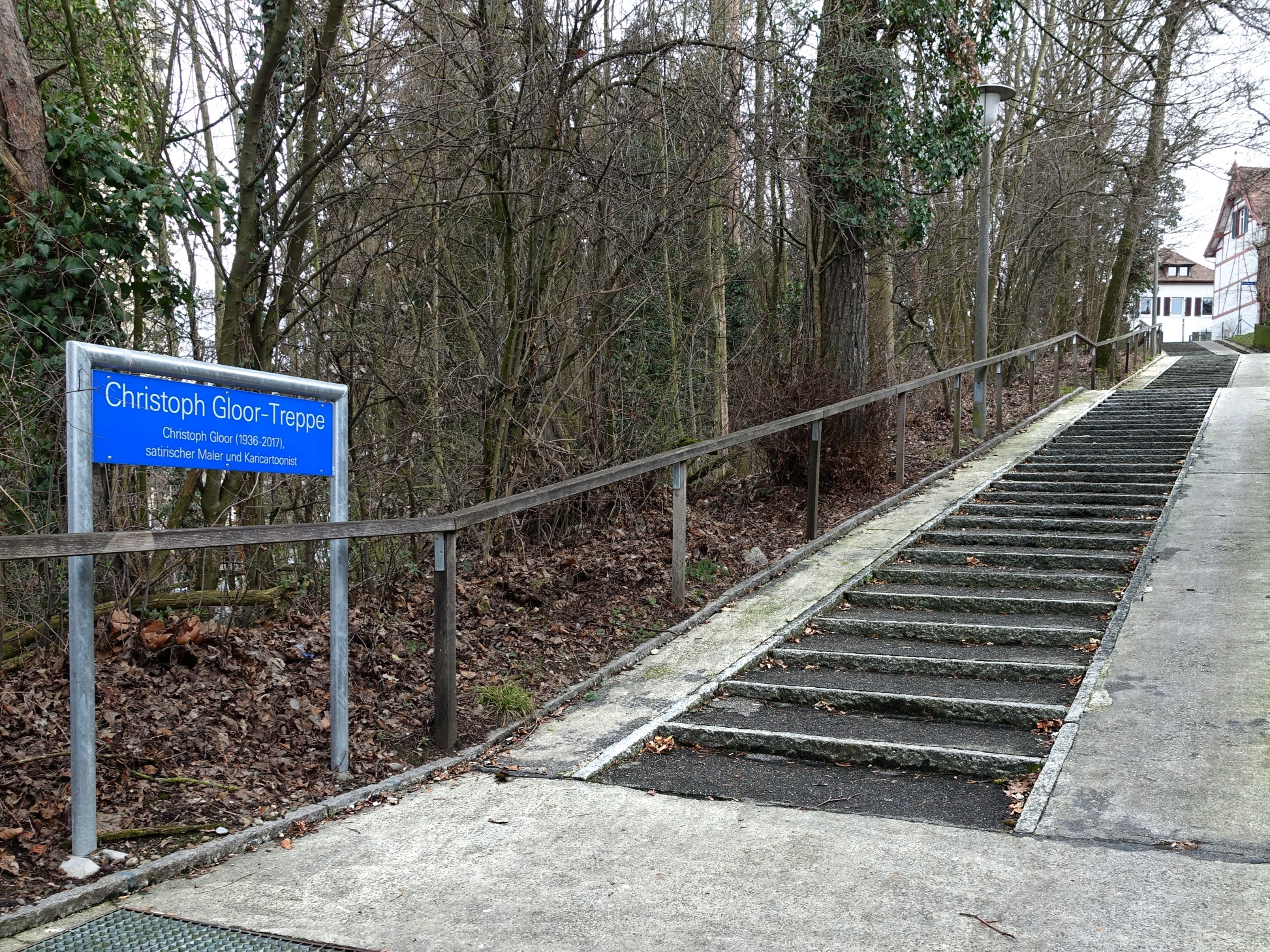
Escalera Christoph Gloor (anteriormente Escalera Linden) en Birsfelden

Cristoph Gloor (1 de noviembre de 1936 en Basilea; 26 de marzo de 2017 ibid) fue un caricaturista, pintor, dibujante y escultor suizo.

## Biografía
Gloor creció en Birsfelden, cerca de Basilea y completó un aprendizaje como escaparatista en los grandes almacenes Manor de Basilea. Desde 1957 hasta 1972 trabajó como en ello en la misma ciudad. Su primera caricatura se publicó en 1964 y un año después participó en su primera exposición colectiva. Desde la década de 1970 trabajó regularmente para la revista satírica suiza Nebelspalter y publicó dibujos sociocríticos en varios periódicos y revistas suizas. Desde 1972 trabajó como caricaturista y artista independiente.

## Homenajes
Se levantó una escultura en la comuna de Birsfelden en el año 2018 para homenajear su trabajo. La escultura «Stöffan» está ubicada a un lado de la calle principal Rheinfelderstrasse y tiene la forma de un motociclista, que hace alusión a otro personaje destacado de la misma comuna, el campeón de motociclismo Stefan Dörflinger. La escultura tene la fiel forma de un dibujo que Gloor hizo para Dörflinger.
Además, una calle-escalera «Christoph-Gloor-Treppe» en su comuna natal Birsfelden, lleva su nombre con una pequeña reseña histórica.

## Literatura
- Steffan Biffiger: Christoph Gloor: Monografía, Reinhardt, Basilea 2004, ISBN 978-3-7245-1297-4.

## Enlaces web
- Gloor, Christoph. en: Sikart
- Publicaciones de y sobre Christoph Gloor en el catálogo de: Helveticat der Schweizerischen Nationalbibliothek
- Web de Christoph Gloor (Archivo)
- Das Böse malt er lieber als das Liebe. en: AZ Medien, 11 de agosto de 2016
- Caricaturista Christoph Gloor fallece. en: Telebasel, 26 de marzo de 2017
- Der Meister der charmant-bissigen Groteske ist tot. en: TagesWoche, 27 de Maryo de 2017